# Marek Zadina
Marek Zadina (* 18. února 1972 Havlíčkův Brod) je český hokejový trenér a bývalý hokejista. Hrál na postu útočníka.

## Hráčská kariéra
- 1990/1991 HC Dukla Jihlava
- 1991/1992 HC Dukla Jihlava
- 1992/1993 HC Pardubice
- 1993/1994 HC Pardubice
- 1994/1995 HC Pardubice
- 1995/1996 HC Železárny Třinec
- 1996/1997 HC Železárny Třinec
- 1997/1998 HC Železárny Třinec
- 1998/1999 HC ZPS Barum Zlín
- 1999/2000 HC Oceláři Třinec
- 2000/2001 HC Oceláři Třinec
- 2001/2002 HC Oceláři Třinec
- 2002/2003 HC Oceláři Třinec
- 2003/2004 HK Sibir Novosibirsk, HC Oceláři Třinec
- 2004/2005 MsHK DOXXbet Žilina, HC Vsetín
- 2005/2006 HC Verva Litvínov, BK Mladá Boleslav
- 2006/2007 HC Hradec Králové, HC Chrudim
- 2007/2008 HC Chrudim
- 2008/2009 HC Pardubice, HC Chrudim
- 2009/2010 HC Chrudim,
- 2010/2011 HC Stadion Vrchlabí, NED Hockey Nymburk
- 2011/2012 Nehrál
- 2012/2013 Nehrál
- 2013/2014 HC Trutnov

## Trenérská kariéra
- 2017/2018 HC Oceláři Třinec asistent trenéra
- 2018/2019 HC Oceláři Třinec asistent trenéra
- 2019/2020 HC Oceláři Třinec asistent trenéra
- 2020/2021 HC Oceláři Třinec asistent trenéra
- 2021/2022 HC Oceláři Třinec asistent trenéra
- 2022/2023 HC Dynamo Pardubice asistent trenéra
- 2023/2024 HC Dynamo Pardubice asistent trenéra, od 18. ledna 2024 hlavní trenér